# Spilocuscus maculatus
Espèce
Répartition géographique
Statut de conservation UICN

 LC  : Préoccupation mineure
Statut CITES
Le couscous tacheté, (Spilocuscus maculatus) est une espèce de marsupial arboricole nocturne à longue queue préhensile et à épaisse fourrure tachetée.
Synonyme : Phalanger maculatus

## Description
Il mesure de 50 cm à 1 m de long et pèse de 1.5 à 4 kg. La femelle est de couleur crème alors que le mâle a des couleurs très contrastées, en grandes taches allant du gris au roux. Il a une longue queue préhensile, plus longue que le corps dont l'extrémité est dépourvue de poils et est tenue enroulée.

## Distribution et habitat
Son aire de répartition comprend les forêts du sud-est de l'Australie et la Nouvelle-Guinée, île sur laquelle il semble assez commun.

## Alimentation
Il est omnivore, se nourrissant de plantes et de petits animaux.

## Mode de vie
C'est un animal nocturne arboricole, passant sa journée à dormir dans la fourche d'un arbre

## Reproduction
Il n'y a pas de saison des amours. les mâles ont un territoire qu'ils marquent de leur odeur et qu'ils défendent jalousement. La durée de gestation est de 2 semaines; la portée est d'un seul petit.

## Liste des sous-espèces
Selon MSW:
- sous-espèce Spilocuscus maculatus chrysorrhous
- sous-espèce Spilocuscus maculatus goldiei
- sous-espèce Spilocuscus maculatus maculatus
- sous-espèce Spilocuscus maculatus nudicaudatus